# Sfogliatelle
A Sfogliatelle Olaszországból származó, kagyló formára hajtogatott leveles, töltött tészta.

## Elkészítése
A vékonyra nyújtott tésztát feltekerik, szeleteket vágnak belőle, amelyeket egyesével formáznak és töltenek meg édes vagy sós töltelékkel. A töltelék lehet ricotta sajt, mazsola, cukor, fahéj, tojás és kandírozott, vagy egyéb gyümölcs (Sfogliatella riccia), de használhatnak vaníliakrémet és szirupos cseresznyét (Sfogliatelle Santa Rosa).

## Története
A 17. században készítették először a nápolyi Santa Croce di Lucca karmelita kolostorban, vagy a salernói Conca dei Marini kolostorban. Híressé a 19. századtól vált, amikor Pasquale Pentauro felvette Nápoly elegáns negyedében található cukrászdájának étlapjára.